# Daltarief
Een daltarief is een verlaagd tarief op een moment dat de drukte of het gebruik of verbruik laag is. Voorbeelden daarvan zijn nachtstroom en een verlaagd tarief buiten de spitsuren in het openbaar vervoer.